# Jictzad Viña
Jictzad Nakaryt Viña Carreño o conocida por su nombre artístico Paloma Ibañez (Carúpano; 27 de mayo de 1983) es una maquilladora, , deportista, exmodelo, y exreina de belleza venezolana con nacionalidad mexicana, ganadora del concurso Miss Venezuela 2005. Viña representó a su país en el certamen Miss Universo 2006 en Los Ángeles, California, Estados Unidos, el 23 de julio de 2006.

## Biografía
Viña es oriunda de Carúpano, Venezuela. Desde su adolescencia ha sido atleta y practicaba el deporte. A los 15 años perteneció a la Selección Nacional de Voleibol, más tarde formó parte de la Selección Nacional de Remo de Venezuela. Como deportista de canotaje, ha participado en Juegos Bolivarianos, Panamericanos, entre otras competencias internacionales. Fue entrenada en Rumania por un año y medio. Desde entonces, ha sido entrenadora deportiva y es graduada como Técnico Superior en Deporte. En febrero de 2005 ganó el Reinado de los Carnavales de Carúpano y en mayo del mismo año se alzó como Miss Sucre, que le permitió concursar en el  Miss Venezuela 2005 y obtener la corona. Seguidamente participó en el Reina Sudamericana 2005, generando gran favoritismo entre la prensa boliviana y recibiendo comentarios positivos por su color y estampa. En dicha competencia, obtuvo la banda de Primera Finalista (tercera en el orden). Posteriormente, fue al Miss Universo 2006 en Los Ángeles (Estados Unidos), en donde no logró figurar entre las semifinalistas a pesar de su exótica belleza. Dicho concurso fue ganado por la boricua Zuleyka Rivera. Cómo Miss Venezuela, no tuvo el apoyo y la preparación de la organización del Miss Venezuela y del presidente en ese entonces Osmel Sousa, por eso su falta de preparación en el Miss Universo, dónde ella recibió mucho maltrato por su color, clase social y por su cuerpo que ella tanto ama, recibiendo mucho bullying ya que no era la favorita de Osmel, un cuerpo fitness que para la época no era tan visto en los concursos como hoy en día, Jiczad Viña fue una Miss adelantada a la época, porque después de ella muchas misses tratan de llegar con un cuerpo más esbelto y tonificado.
Actualmente, Viña radica en la Ciudad de México, México, donde es modelo, maquilladora e instructora de pasarela, utilizando el seudónimo de "Paloma Ibáñez", actualmente está casada y tiene un hijo. Manteniéndose hermosa y un cuerpo bien cuidado, saludable con su estilo fitness

## Trayectoria

### Filmografía en televisión
- Bailando con las Reinas (2007) - Concursante
- La guerra de los sexos (2 episodios, 2005-2006) - Concursante

### Filmografía como maquilladora
- Nosotros los guapos
- La voz: México